# Wildpark Johannismühle
Koordinaten: 52° 1′ 1″ N, 13° 31′ 4″ O
Der Wildpark Johannismühle ist ein Wildpark im brandenburgischen Klasdorf. Er wurde 1997 gegründet und wird privat geführt.
Auf einer Fläche von über 55 Hektar leben insgesamt etwa 500 Tiere aus etwa 50 verschiedenen Arten. Die jährliche Besucherzahl liegt bei etwa 60.000 bis 80.000.

## Geographie
Der Wildpark Johannismühle befindet sich im Baruther Urstromtal zwischen Baruth und Golßen, direkt an der Bundesstraße 96.

## Geschichte
Namensgebend für den Wildpark ist eine 1730 gebaute Wassermühle, die Johannismühle. Gegen Ende des Zweiten Weltkriegs zog in das mittlerweile abgerissene Forsthaus der Stab einer Armee aus dem Bestand der sowjetischen Streitkräfte in Deutschland ein. Später wurde aus dem Revier Johannismühle das Sonderjagdgebiet des Oberkommandierenden der sowjetischen Streitkräfte in Deutschland.
Durch Verhandlungen mit russischen und deutschen Behörden auf privater Initiative gelang es im August 1994, das Grundstück aus der Verwaltung der sowjetischen Streitkräfte und weitere Flächen zu erwerben und in einen Wildpark zu überführen.

## Beschreibung
Das über 55 ha große umfriedete Gelände beherbergt eine vielfältige Wald-, Wiesen- und Teichlandschaft. Besucher haben die Möglichkeit, heimische Wildarten ohne Zäune in einem Freilauf und teilweise in Gehegen zu beobachten. Etwa 80 Prozent des Wildparks entfallen auf eine Freilauffläche für Hirsche und Mufflons. Im Wildpark Johannismühle leben unter anderem Schwarz-, Rot- und Damwild, Wisente, Heckrinder,  Koniks, Grauwölfe, Polarwölfe, Luchse, Fisch- und Seeadler, Uhus, Schneeeulen, Bartkäuze, Eisvögel und Schwarzspechte. Darüber hinaus bietet der Wildpark ehemaligen Zirkustieren eine neue Heimat. Dazu gehören Braunbären.
Der Wildpark besitzt einen Volierenkomplex mit Fasanen, Sittichen sowie Greifvögeln und Eulen, ein Streichelgehege und einen Wasservogelteich. Es sind zwei Rundwanderwege (3,2 und 1,8 km lang) angelegt, die alle Sehenswürdigkeiten des Wildparks erschließen.
Schließlich sind die Fundamente der Johannismühle und das ehemalige Wochenendhaus (Datsche) der Oberbefehlshaber der sowjetischen Truppen in Deutschland zu besichtigen.

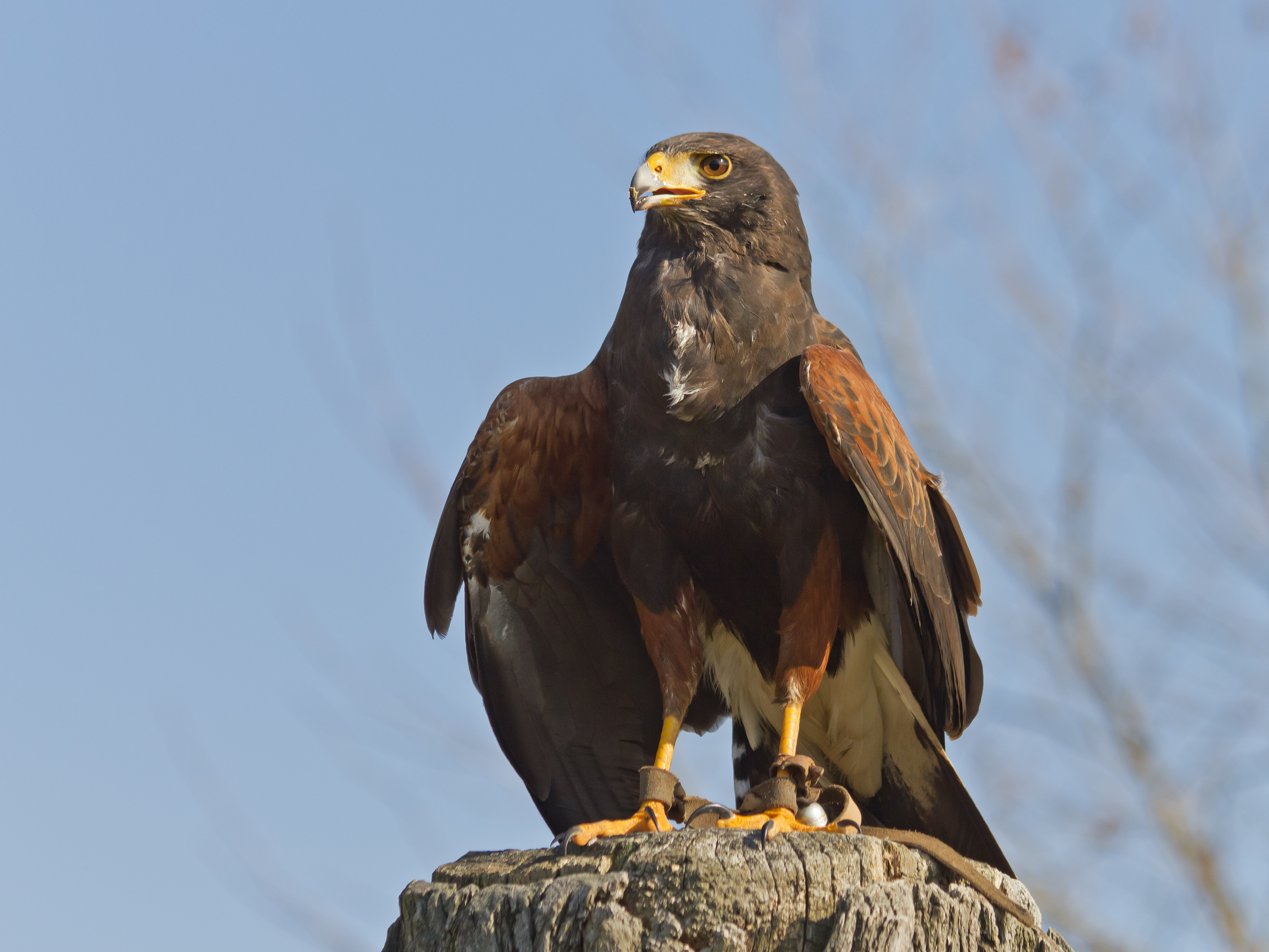
Wüstenbussard bei der Flugvorführung
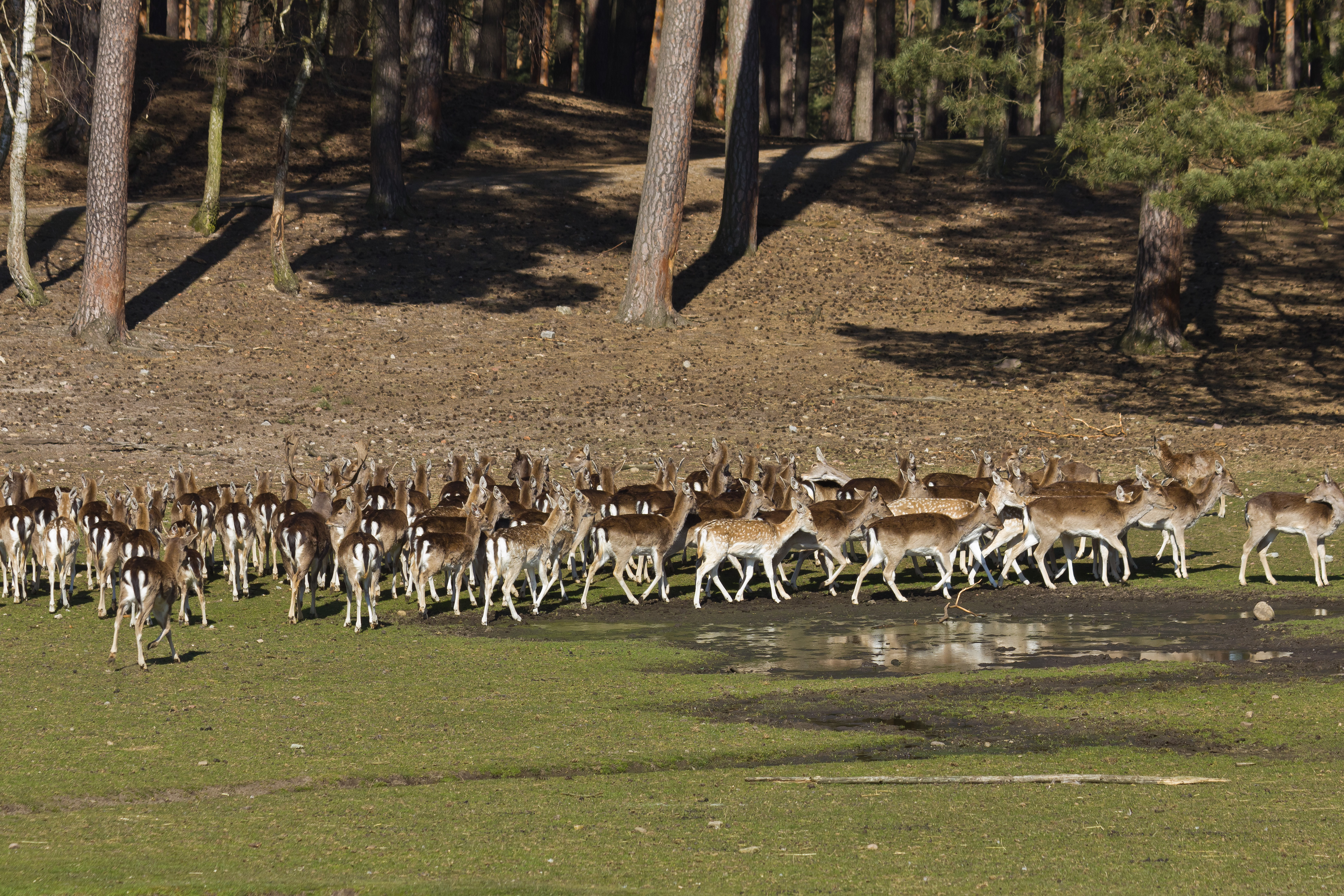
Damwild
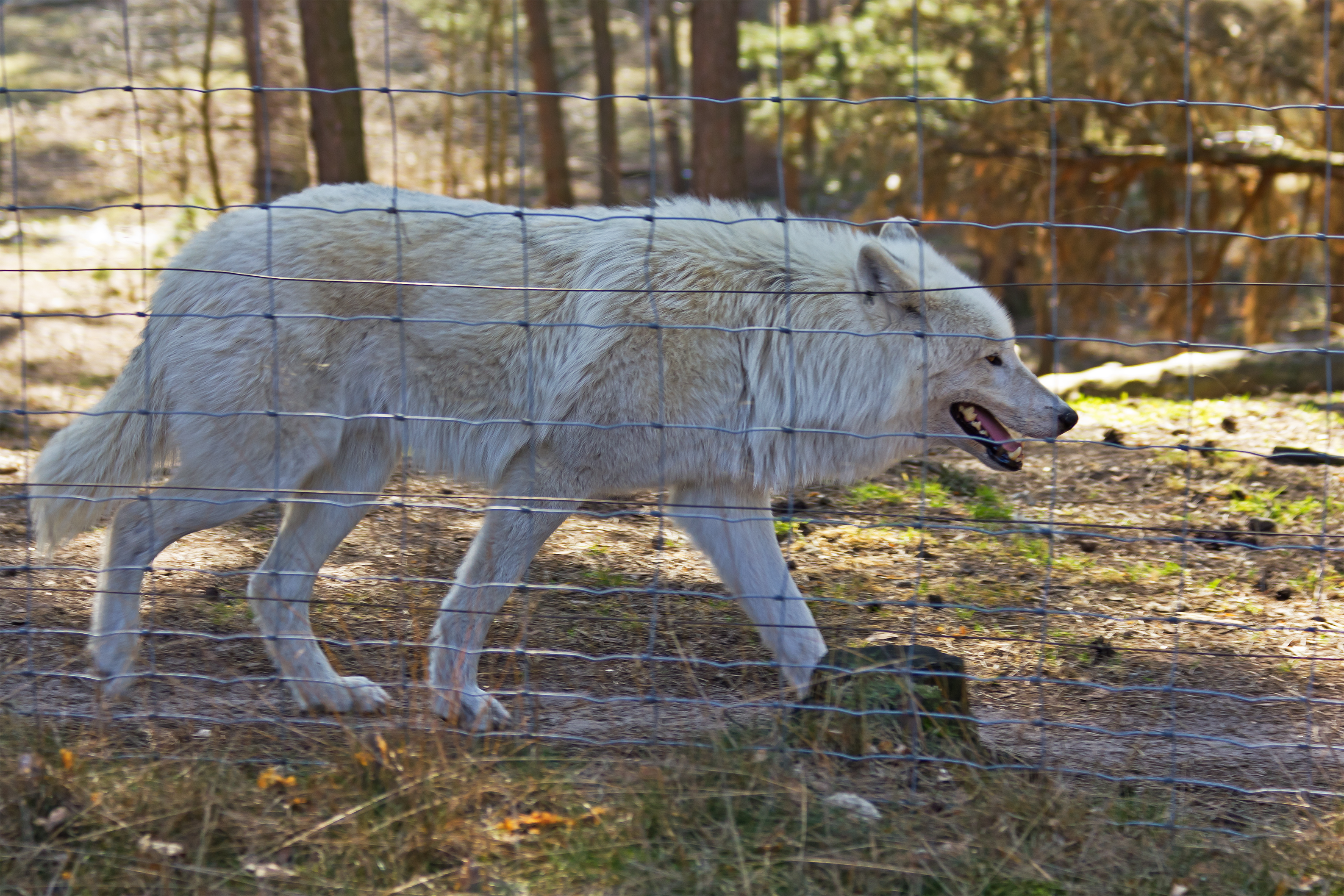
Polarwolf
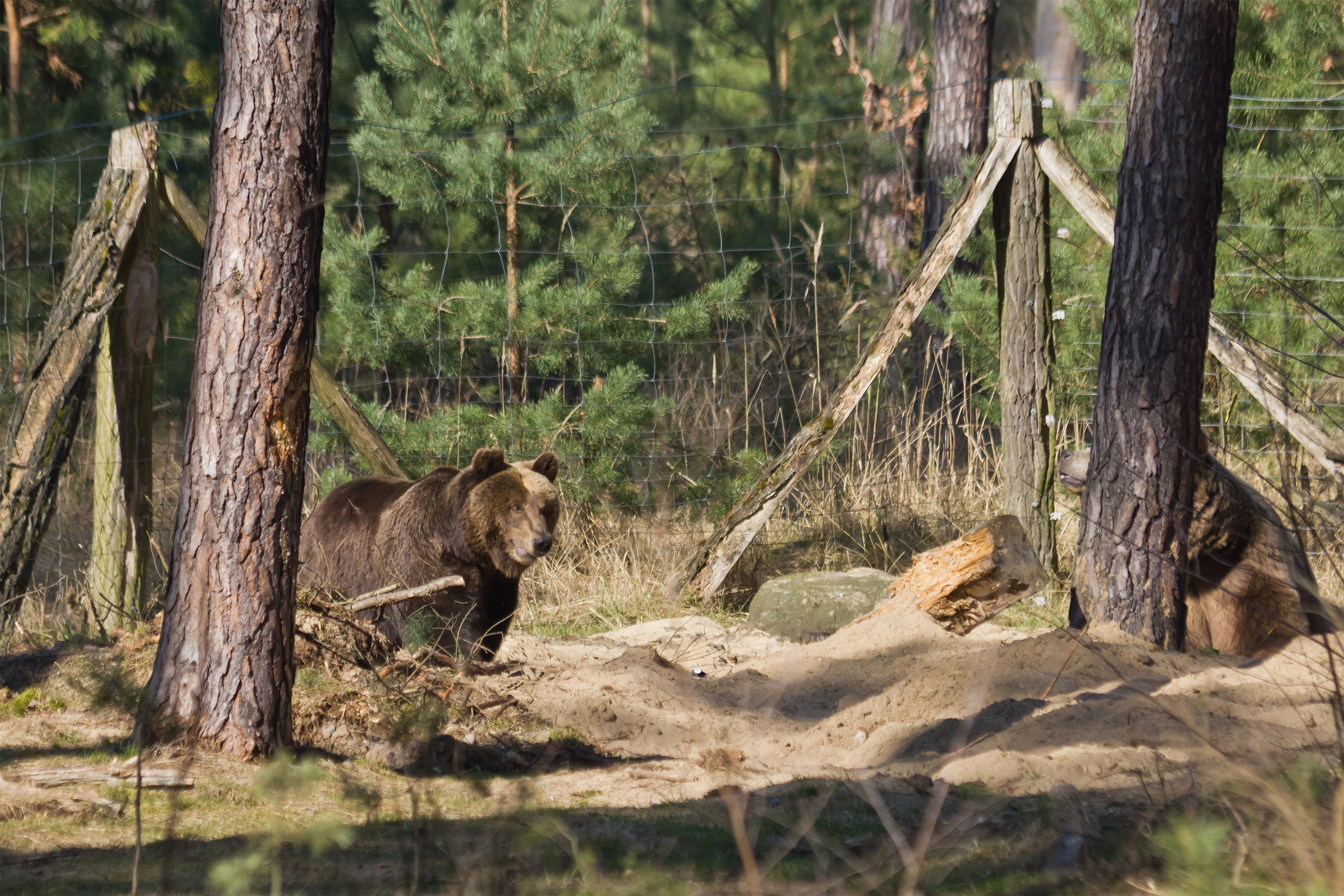
Braunbär
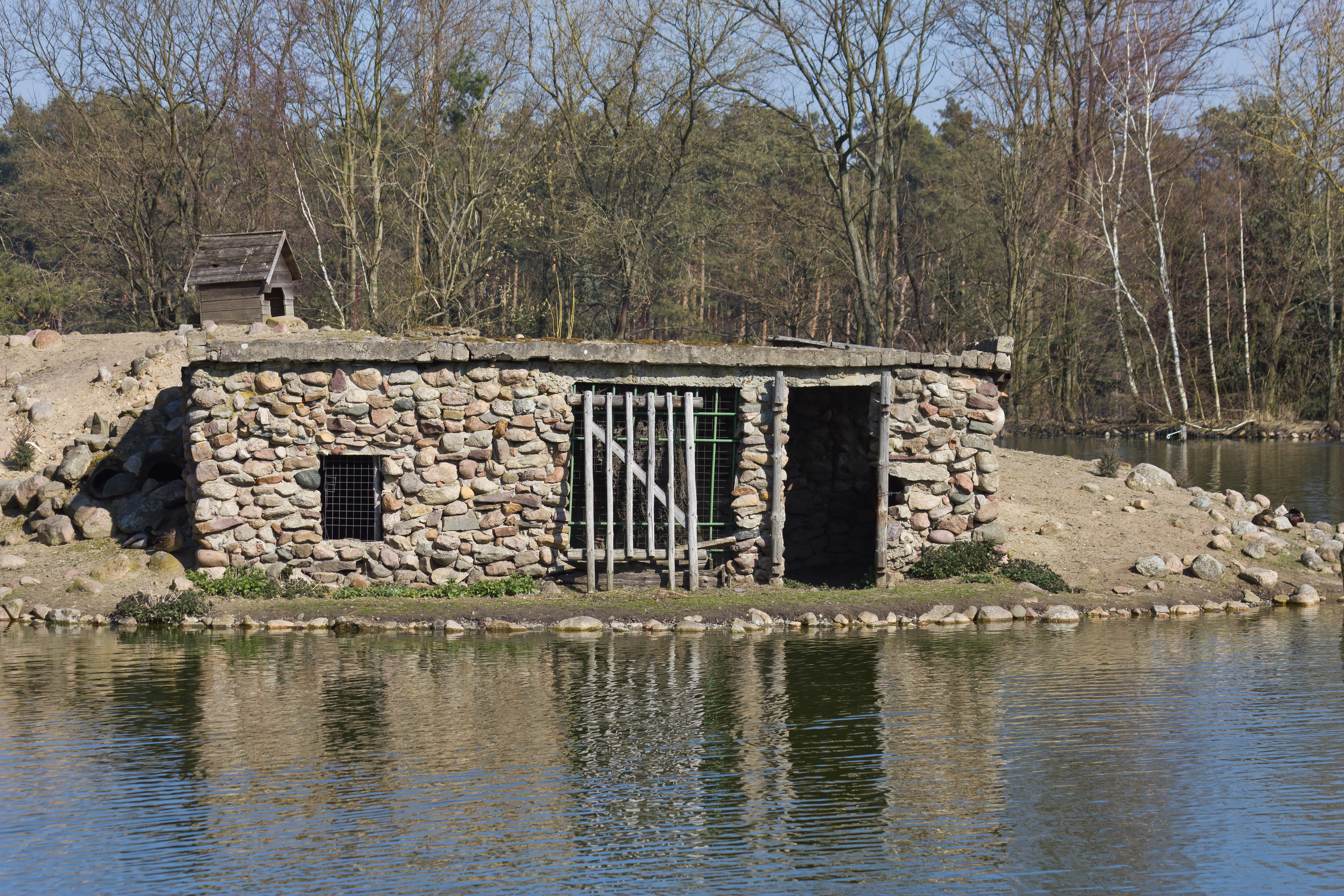
Wasservogelhaus
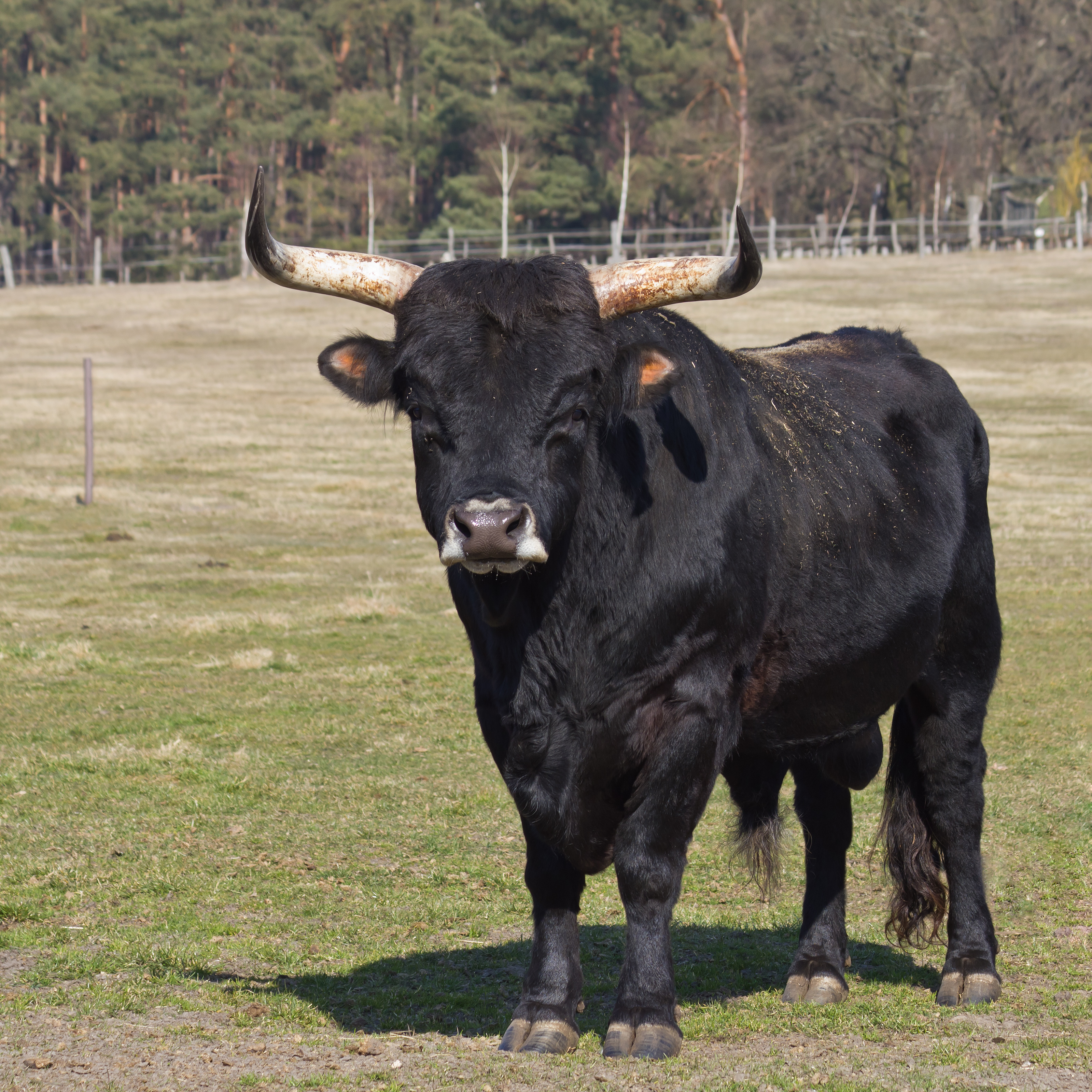
Heckrind